# Елабуга
Ела́буга (на татарски: Алабуга, Alabuğa) е град в Русия, Република Татарстан, административен център на Елабугски район. Населението му е 70 505 души през 2010 година.

## История
Селището получава статут на град през 1780 година.

## Население
| Година | Население |
| ------ | --------- |
| 1959   | 21 992    |
| 1970   | 31 728    |
| 1979   | 35 574    |
| 1989   | 53 537    |
| 2002   | 68 663    |
| 2010   | 70 505    |

## Култура
През 2004 година в града е основана фолк рок и метъл група „Барадж“, чийто членове заявяват, че са волжки прабългари.
През август 2007 година на хълм с останки от крепост над града е открит първият в Татарстан паметник на волжко-български кан – на Ибрахим I бен Мухамад (1006-1025), който е основател на града.

## Бележити личности
- Курт Ройбер (1906 – 1944) – германски военнопленник, лекар и художник, починал в града

## Побратимени градове
- Сафранболу, Турция
- Алексин, Русия
- Вайлхайм, Германия